# Encephalartos hildebrandtii
Espèce
Synonymes
- Encephalartos hildebrandtii A.Braun & C.D.Bouché (préféré par UICN)

Statut de conservation UICN

 NT  : Quasi menacé
Statut CITES
Encephalartos hildebrandtii est une espèce de plantes appartenant à la famille des Zamiaceae. On la trouve naturellement sur la côte sud-orientale de l'Afrique et plus particulièrement au Congo, au Kenya et en Tanzanie.

## Description

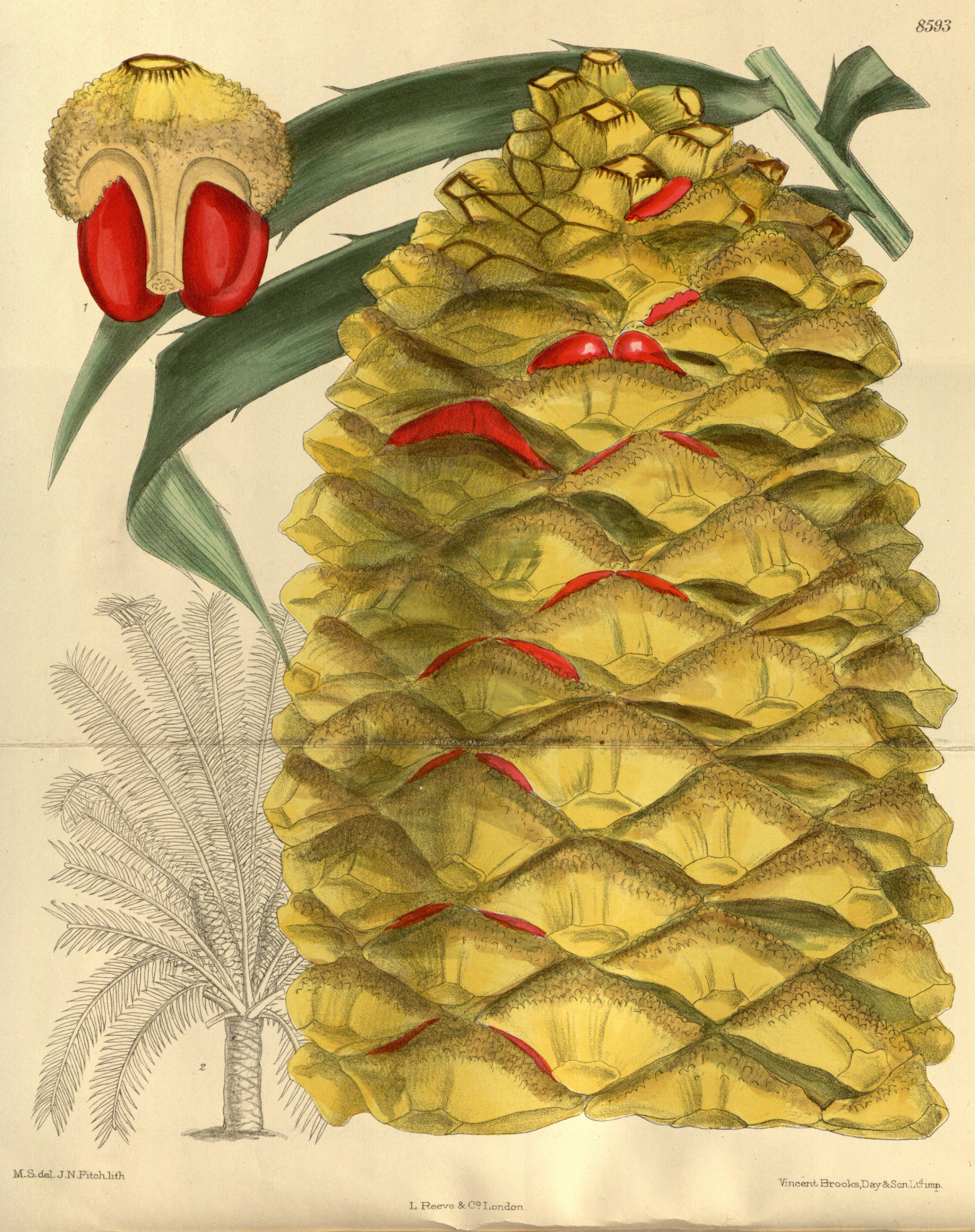
Planche botanique
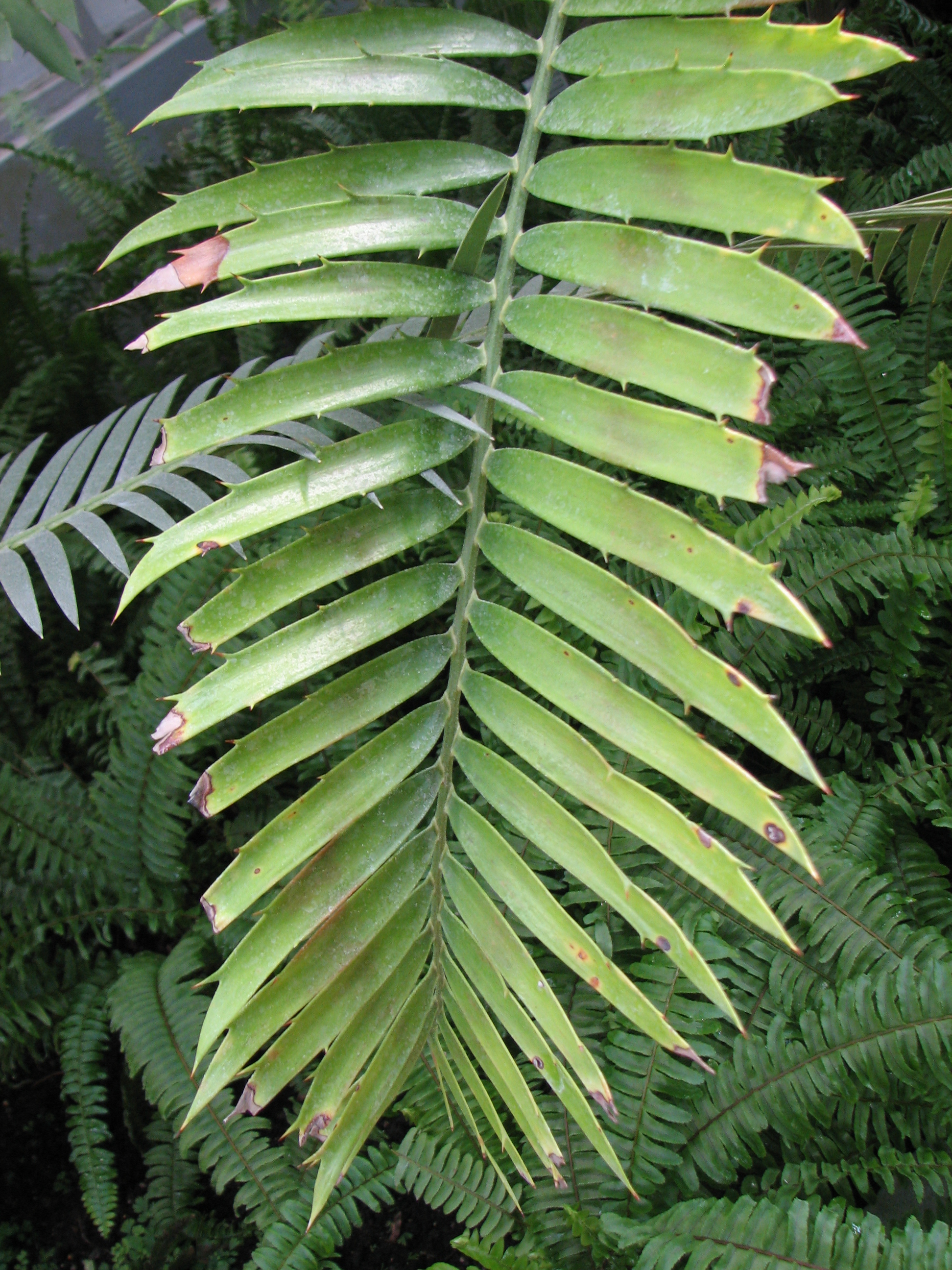
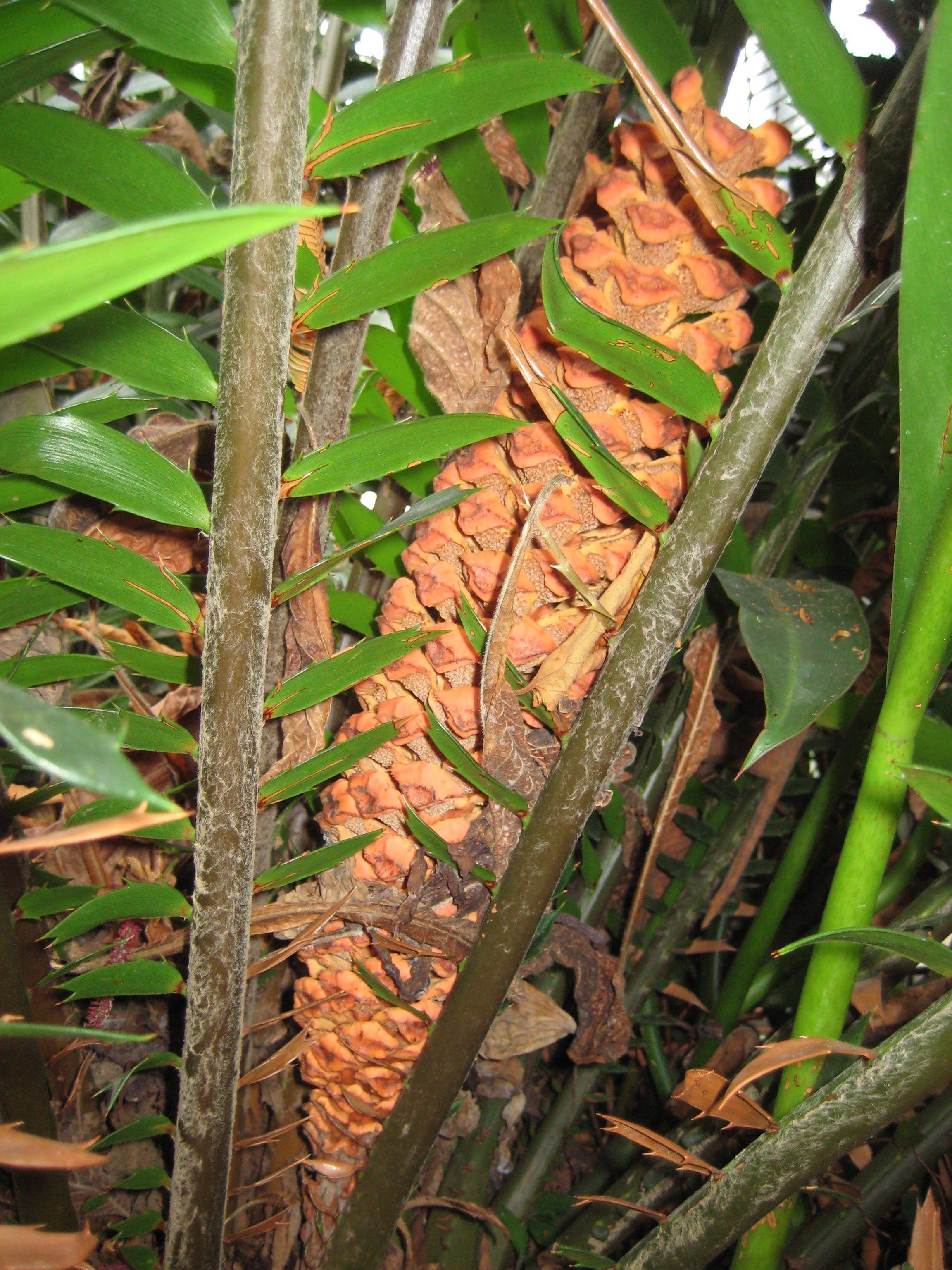
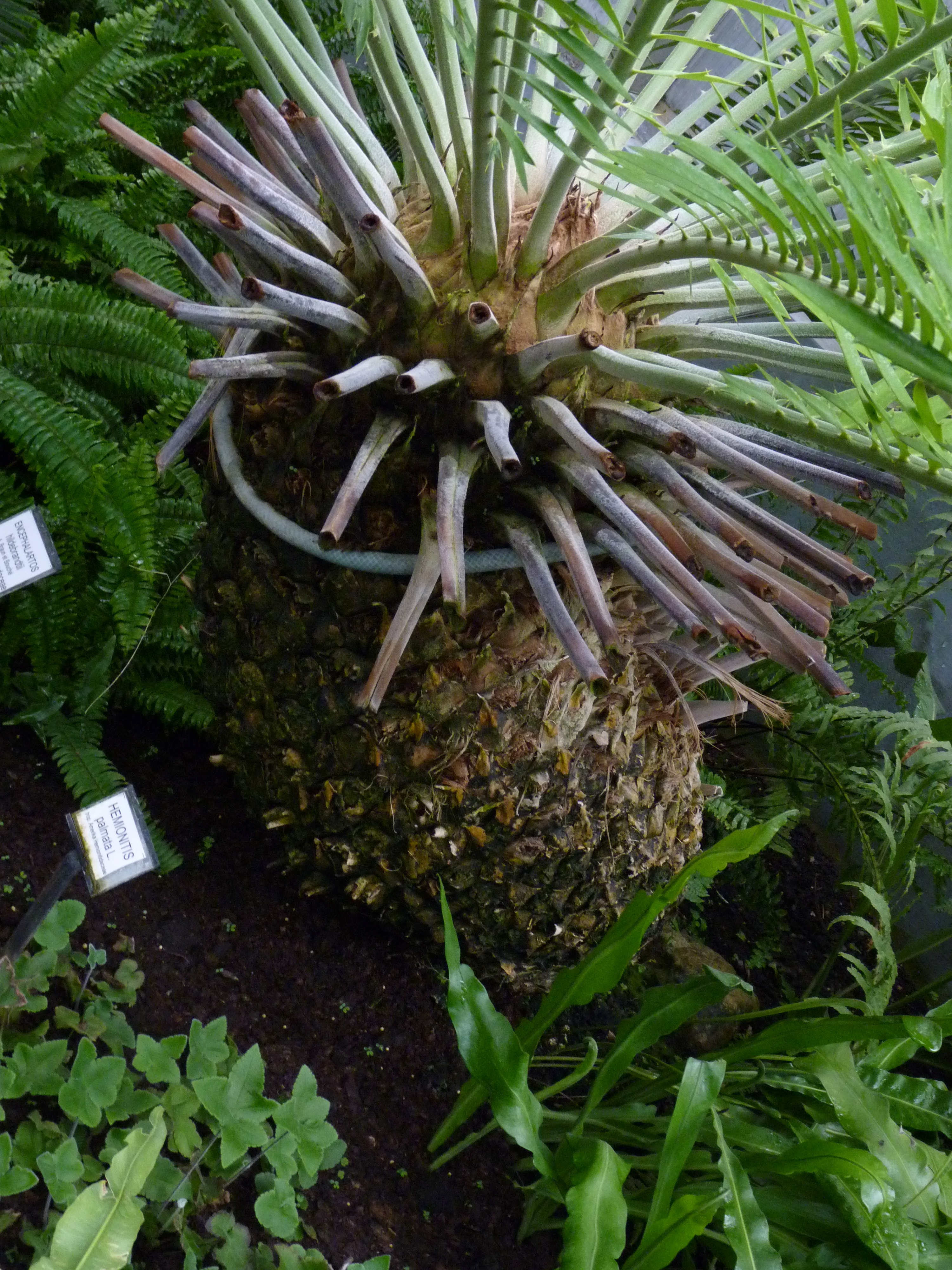

## Liste des variétés
Selon Tropicos (28 avril 2015) (Attention liste brute contenant possiblement des synonymes) :
- Encephalartos hildebrandtii var. dentatus Melville
- Encephalartos hildebrandtii var. hildebrandtii